# Ультрамікроскоп
Ультрамікроскоп (рос. ультрамикроскоп, англ. ultramicroscope, нім. Ultramikroskop n) — оптичний прилад для виявлення частинок настільки малих розмірів (до 2 нм), що їх не можна спостерігати у звичайні мікроскопи. В ультрамікроскоп спостерігаються не самі частинки, а великі за розмірами плями дифракції світла на них. Розміри і форму частинок в ультрамікроскопі встановити не можна, однак можна визначити їх концентрацію і обчислити середній розмір.
Конструктивно У. являє собою мікроскоп з пристроєм, що добре освітлює збоку розглядувані об'єкти. В окуляр мікроскопа видно світні точки часточок, що знаходяться в площині зображення щілини. Вище і нижче освітленої зони присутність частинок не виявляється.
За допомогою У. можна розглядати частинки розміром менші від 0,1 мкм, тобто значно менші, ніж при користуванні досконалим мікроскопом без цього пристрою. Застосовується при дослідженні дисперсних систем, для контролю чистоти повітря та води і т. д.

## Конструкція
Розрізняють щілинний і потоковий ультрамікроскоп.
- У щілинному У. досліджувана система нерухома. Кювета із досліджуваним об'єктом освітлюється джерелом світла. Через вузьку прямокутну щілину зображення проектується в зону спостереження. В окуляр видно світні точки частинок, що знаходяться в площині зображення щілини. Вище і нижче освітленої зони присутність частинок не виявляється.
- У потоковому У. вивчаються частинки, що рухаються по трубці назустріч оку спостерігача. Перетинаючи зону освітлення, вони реєструються як яскраві спалахи візуально або за допомогою фотометричного пристрою. Регулюючи яскравість освітлення спостережуваних частинок рухомим фотометричним клином, можна виділяти для реєстрації частинки, розмір яких перевищує задану межу. За допомогою сучасного потокового У. з лазерним джерелом світла і оптико-електронною системою реєстрації визначають концентрацію частинок в аерозолях в межах від 1 до 109 частинок в 1 см3, а також знаходять функції розподілу частинок за розмірами.